# Kenneth Møller Pedersen
Kenneth Møller Pedersen (ur. 18 kwietnia 1973 w Odense) – duński piłkarz występujący na pozycji pomocnika.

## Kariera
Pedersen zawodową karierę rozpoczynał w sezonie 1991/1992 w pierwszoligowym Odense Boldklub. W jego barwach nie rozegrał jednak żadnego spotkania i na początku 1993 roku odszedł do drugoligowego Esbjerg fB, a po pół roku przeniósł się do trzecioligowego Nørre Aaby IK. W sezonie 1994/1995 awansował z nim do drugiej ligi. W 1996 roku został graczem trzecioligowego Boldklubben 1909. W 1999 roku przeszedł do Ikast FS – rezerw zespołu FC Midtjylland. W sezonie 1999/2000 został włączony do jego pierwszej drużyny. W sezonie 1999/2000 wywalczył z nim awans do pierwszej ligi. Zadebiutował w niej 23 lipca 2000 w wygranym 4:0 meczu z Lyngby BK, a 16 kwietnia 2001 w wygranym 2:1 spotkaniu z Viborg FF strzelił swojego pierwszego gola w tej lidze.
W 2002 roku podpisał kontrakt z także pierwszoligowym Odense BK, w którym grał już w latach 1991–1993. Tym razem spędził tam 2,5 roku i rozegrał 56 ligowych spotkań, a także zdobył 7 bramek. W styczniu 2005 roku odszedł do Randers FC, również występującego w pierwszej lidze. Pierwszy ligowy mecz w jego barwach rozegrał 20 marca 2005 przeciwko FC København (0:4). W sezonie 2004/2005 zajął z klubem 12. miejsce w klasyfikacji końcowej ligi duńskiej i spadł do drugiej ligi. W 2006 roku Pedersen zdobył z klubem Puchar Danii, a także wywalczył z nim awans do pierwszej ligi. W sezonie 2006/2007 wraz z zespołem występował w Pucharze UEFA, ale zakończył go z nim na pierwszej rundzie. W sezonie 2008/2009 awansował z klubem do Ligi Europy, po zajęciu przez Randers FC 2. miejsca w klasyfikacji Fair Play ligi duńskiej.
W styczniu 2010 odszedł do drugoligowej drużyny FC Fredericia, w której barwach w 2011 roku zakończył karierę.
W Superligaen rozegrał 245 spotkań i zdobył 23 bramki.